# Iglesia de Santa María de la Roqueta
La iglesia de Santa María de la Roqueta es un edificio religioso de la población de San Martín de Tous perteneciente a la comarca catalana de Noya en la provincia de Barcelona. Está situada en lo alto de una colina, cerca de las ruinas del antiguo castillo. Es una iglesia de arquitectura románica incluida en el Inventario del Patrimonio Arquitectónico de Cataluña y protegida como Bien Cultural de Interés Local.

## Descripción

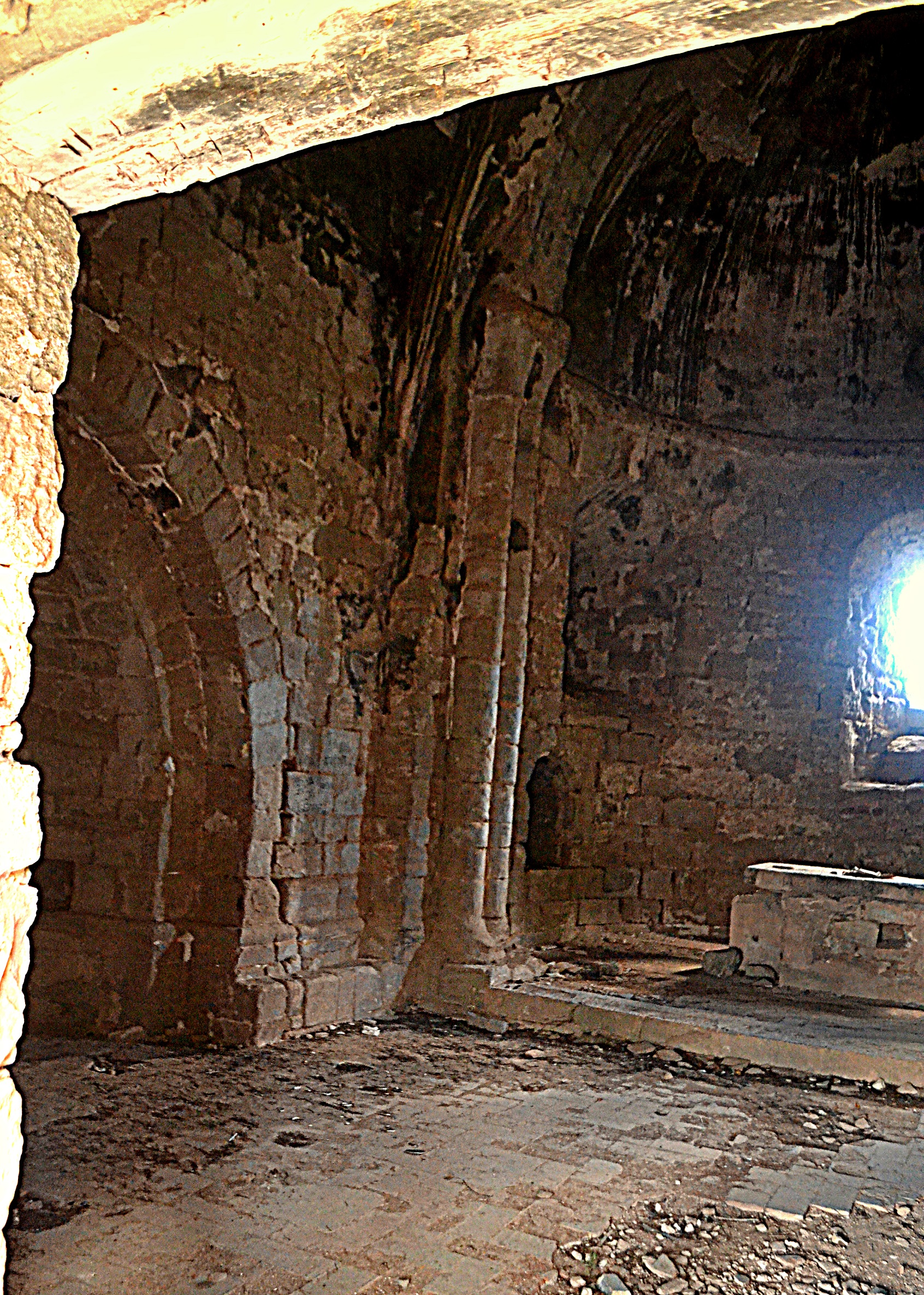
Interior del templo.

La construcción es de una nave casi cuadrada y muy pequeña en relación con el ábside, cubierta con bóveda de arquitectura gótica. El ábside principal exteriormente es poligonal, de nueve caras y semicircular en el interior. Este ábside presenta un friso sostenido por ménsulas lisas y tres ventanas de doble derrame. Comunica con la nave por un arco presbiteral con dobles columnas adosadas con capiteles. También posee una pequeña absidiola. En la fachada del sur hay una puerta de época más moderna y encima una piedra con el escudo de los Cervelló. Conserva algunas piedras esculpidas.
A finales del siglo XII, los Cervelló la hicieron construir, fuera del castillo, como parroquia de sus vasallos. Está bastante en mal estado desde el siglo XIX y no conserva el campanario.